# Teodor Kubina

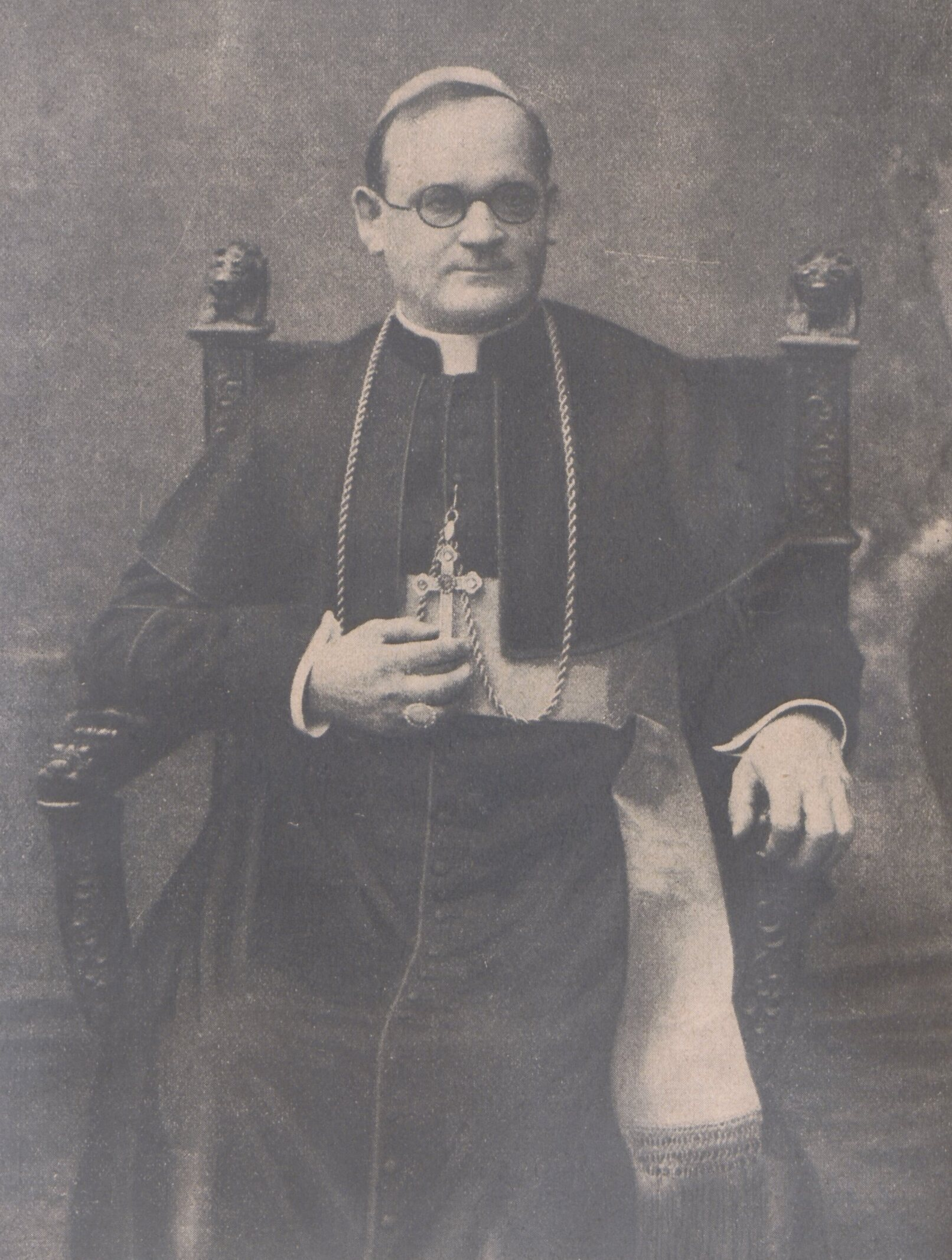
Teodor Kubina

Teodor Kubina (ur. 16 kwietnia 1880 w Świętochłowicach, zm. 13 lutego 1951 w Częstochowie) – polski duchowny rzymskokatolicki, pierwszy biskup diecezjalny częstochowski w latach 1926–1951.

## Życiorys

### Wczesne lata i studia
Syn Macieja Kubiny i jego żony Joanny z domu Rolek. Ojciec Teodora Kubiny był górnikiem w kopalni Matylda, natomiast matka zajmował się wychowaniem dziewięciorga dzieci, z których Teodor Kubina był ósmym. W 1892 r. Teodor Kubina ukończył szkołę ludową w Świętochłowicach. W czasie nauki w gimnazjum udzielał korepetycji, aby wesprzeć finansowo swoją rodzinę. W 1901 roku ukończywszy gimnazjum w Królewskiej Hucie, studiował na Wydziale Teologicznym Uniwersytetu Wrocławskiego, skąd po jednym semestrze nauki został przeniesiony do Rzymu. W latach 1901–1907 studiował na Papieskim Uniwersytecie Gregoriańskim. Duży wpływ na poglądy młodego Teodora Kubiny wywarł ks. Włodzimierz Piątkiewicz, pełniący w czasie jego studiów funkcje opiekuna polskich studentów oraz ks. Josef Biederlack – rektor Collegium Germanicum. Uzyskał podwójny doktorat na podstawie rozprawy na temat wartości dóbr doczesnych w świetle religii chrześcijańskiej: z filozofii w 1904 r. na Angelicum i z teologii w 1907 r. na Gregorianum. W czasie studiów Kubina napisał szereg artykułów o tematyce społecznej, które zostały opublikowane w czasopismach polskich i niemieckich.

### Działalność duszpasterska
Święcenia kapłańskie przyjął 27 października 1906 i odprawił pierwszą mszę świętą w bazylice św. Piotra na Watykanie, mając za manuducatora ks. Adama Sapiehę.
W następnym roku rozpoczął pracę duszpasterską jako wikariusz najpierw w parafia św. Wojciecha w Mikołowie (28 września 1907 – 6 lipca 1909), a następnie w Królewskiej Hucie w parafii św. Barbary (6 lipca 1909 – 12 września 1910). W czasie pobytu w mikołowskiej parafii ks. Kubina nawiązał kontakty z polskimi działaczami narodowymi: ks. Janem Kapicą oraz osobami skupionymi wokół Adama Napieralskiego oraz Wojciecha Korfantego. Za swoją działalność narodową został on przeniesiony do pracy duszpasterskiej na teren Pomorza do parafii św. Marcina w Kołobrzegu (12 września 1910 – 17 listopada 1911) i Berlina w parafii św. Piusa (listopad 1911 – kwiecień 1913). W Berlinie Kubina pozostał do 1917 roku, pełniąc od 2 kwietnia 1913 roku obowiązki kuratora parafii Berlin-Pankow, a następnie od 8 marca 1914 r. proboszcza tejże parafii. Pracując poza Górnym Śląskiem Kubina cały czas pisał artykuły do narodowych czasopism.
Nominacja ks. Teodora Kubiny na proboszcza parafii Najświętszej Maryi Panny w Katowicach miała miejsce 10 lipca 1917 r., zaś uroczystość wprowadzenia nowego proboszcza odbyła się 27 września. Nowy proboszcz wspierał polskie inicjatywy społeczne na terenie parafii. W tym samym czasie wstąpił do Towarzystwa Gimnastycznego "Sokół", którego pozostawał aktywnym członkiem.

### Działalność polityczna i społeczna
W czasie powstań śląskich ks. Kubina założył w 1919 r. Śląski Związek Akademicki z Sekcją Teologiczną, która skupiała księży z terenu Górnego Śląska. 30 lipca 1921 r. Teodor Kubina wszedł w skład Naczelnej Rady Ludowej na Górnym Śląsku. Jednym z celów działania NRL było powołanie osobnego biskupstwa na Górnym Śląsku. W 1921 roku wszedł w skład misji wysłanej przez Polski Komitet Plebiscytowy do Rzymu, której celem było bezpośrednie przedstawienie stanowiska strony polskiej w kwestii plebiscytu. Z okresu lat 1918-1922 datuje się znajomść ks. Kubiny z ówczesnym nuncjuszem apostolskim w Polsce Achillesem Rattim, późniejszym papieżem Piusem XI.
Ksiądz Kubina sprawował mszę świętą, która odbyła się 20 czerwca 1922 r. na katowickim rynku podczas głównych uroczystości powitania wojsk polskich na Górnym Śląsku. Docenieniem wysiłków ks. T. Kubiny włożonego w dzieło zjednoczenia Górnego Śląska z Polską było przyznanie mu przez Prezydenta RP w dniu 3 maja 1923 r. Krzyż Oficerski Orderu Odrodzenia Polski.
W 1919 roku Kubina przystąpił do Narodowego Stronnictwa Robotników, które w 1920 r. przemianowało się na Narodową Partię Robotniczą. Twórca wielu stowarzyszeń oświatowych, kulturalnych i społeczno-religijnych.
12 czerwca 1922 r. wszedł w skład Tymczasowej Rady Wojewódzkiej, jako organu, który miał przygotować podwaliny pod Sejm Śląski i Urząd Wojewódzki. Przez długie lata był skonfliktowany z Wojciechem Korfantym. W 1923 został pierwszym redaktorem naczelnym tygodnika „Gość Niedzielny”, na łamach którego publikował swoje teksty.

### Biskup częstochowski
14 grudnia 1925 został mianowany biskupem diecezjalnym nowo powstałej diecezji częstochowskiej. Sakrę biskupią przyjął na Jasnej Górze 2 lutego 1926. Utworzył seminarium duchowne (z siedzibą w Krakowie) oraz tygodnik „Niedziela”. W 1931 został uhonorowany godnością doktora honoris causa Uniwersytetu Jagiellońskiego.
W okresie międzywojennym władze polskie kilkukrotnie wysuwały jego kandydaturę na biskupa śląskiego oraz biskupa polowego – zawsze jednak spotkało się to z odmową bp. Kubiny. W 1933 roku kardynał August Hlond powołał biskupa Kubinę do Rady Społecznej przy Prymasie Polski, której był członkiem do wybuchu II wojny światowej. W ramach Episkopatu biskup był także członkiem Komisji Społecznej (1928-1939) i Komisji dla sprawy Akcji Katolickiej (1928-1939).
W okresie II wojny światowej biskup Kubina rezydował w Częstochowie. Jego diecezja na skutek rozporządzeń władz okupacyjnych została podzielona na trzy części. Był współautorem memoriału biskupów polskich, który – wraz z biskupami Janem Kanty Lorekiem i Czesławem Kaczmarkiem – wręczył 25 maja 1940 Hansowi Frankowi, generalnemu gubernatorowi okupowanych ziem polskich. Współpracował z polskim państwem podziemnym.
Od 1949 roku w ramach Konferencji Episkopatu Polski był członkiem Komisji "Caritasu" i Komisji Studiów. W lipcu 1946, w odpowiedzi na pogrom kielecki, jako jeden z nielicznych hierarchów kościelnych otwarcie i bezwzględnie potępił ten mord, co spotkało się z dezaprobatą prymasa Polski, kardynała Augusta Hlonda. Zmarł 13 lutego 1951 rok w Częstochowie i został pochowany 17 lutego w krypcie katedry częstochowskiej.
Imię biskupa Teodora Kubiny noszą obecnie: ulice w Częstochowie, Katowicach i Świętochłowicach, Zespół Szkół Stowarzyszenia Przyjaciół Szkół Katolickich w Wieluniu oraz Muzeum Archidiecezji Częstochowskiej. Od 2004 roku Zarząd Diecezjalnego Instytutu Akcji Katolickiej Archidiecezji Częstochowskiej wręcza osobom lub instytucjom zasłużonym dla rozwoju tego stowarzyszenia Medal im. Biskupa Teodora Kubiny.

## Ordery i odznaczenia
- Krzyż Komandorski z Gwiazdą Orderu Odrodzenia Polski (1935)[5]
- Krzyż Oficerski Orderu Odrodzenia Polski (2 maja 1923)[7]
- Order Krzyża Południa III klasy (1934)[8]